# Glyphodes basifascialis
Glyphodes basifascialis is een vlinder uit de familie van de grasmotten (Crambidae), uit de onderfamilie van de Spilomelinae. De wetenschappelijke naam van deze soort is voor het eerst voorgesteld door George Francis Hampson in een publicatie uit 1899.
De spanwijdte is 38 millimeter.

## Verspreiding
De soort komt voor in Kameroen, Congo-Kinshasa, Tanzania, Zuid-Afrika, de Seychellen en Australië (New South Wales).

## Waardplanten
De rups leeft op soort(en) van het geslacht Ficus (Moraceae).